# Karl Schwarzschild
Karl Schwarzschild (ur. 9 października 1873 we Frankfurcie nad Menem, zm. 11 maja 1916 w Poczdamie) – niemiecki astronom i fizyk, uważany za pioniera współczesnej astrofizyki.
Ojciec Martina Schwarzschilda.

## Życiorys

### Kariera naukowa
Do jedenastego roku życia uczęszczał do żydowskiej szkoły podstawowej we Frankfurcie, po czym wstąpił do Gimnazjum Tam. To właśnie na tym etapie zainteresował się astronomią i zaoszczędził kieszonkowe, aby kupić sobie materiały takie jak soczewka, z których mógł zbudować teleskop. Ojciec Karla przyjaźnił się z profesorem J. Epsteinem, który był profesorem Akademii Filantropijnej i miał własne prywatne obserwatorium. Ich przyjaźń zrodziła się dzięki wspólnemu zainteresowaniu muzyką. Profesor Epstein ma syna, Paula Epstein, który był dwa lata starszy od Karla i obaj chłopcy zostali dobrymi przyjaciółmi. Łączyło ich zainteresowanie astronomią, a Karl nauczył się korzystać z teleskopu, a także nauczył się zaawansowanej matematyki od swojego przyjaciela Paula Epstein.
Schwarzschild zainteresował się astronomią już w bardzo młodym wieku. Mając 16 lat napisał artykuł o orbitach gwiazd podwójnych. Po maturze od roku 1890 studiował astronomię w Strasburgu. W roku 1892 przeniósł się do Monachium, gdzie w 1896 roku na tamtejszym uniwersytecie pod kierunkiem Hugona von Seeliger doktoryzował się z tematu Die Entstehung von Gleichgewichtsfiguren in rotierenden Flüssigkeiten.
Od roku 1897 pracował w Wiedniu w Kuffner-Sternwarte, gdzie pracował nad fotometrią, przyczyniając się do opracowania ważnych zasad astrofotografii. W roku 1899 powrócił do Monachium, gdzie się habilitował.
W latach 1901–1909 pracował na uniwersytecie i uniwersyteckim obserwatorium w Getyndze. Miał tam możność współpracować z Davidem Hilbertem i Hermannem Minkowskim.
W roku 1909 przeniósł się do Poczdamu, gdzie został dyrektorem obserwatorium astrofizycznego. W 1912 roku został członkiem Pruskiej Akademii Nauk.

### Sfera zainteresowań naukowych i osiągnięcia
Jego praca naukowa stanowi istotny wkład w astronomię i astrofizykę, gdyż:
- opracował metodę pomiaru natężenia światła gwiazd zmiennych
- przyczynił się do rozwoju teorii ewolucji gwiazd
- zajmował się również spektroskopią, teorią kwantów i ogólną teorią względności.

### Badania nad teorią względności
Od innych astronomów różnił się tym, że był także doskonałym matematykiem. Od lat interesował się geometrią wszechświata. Zaraz po uzyskaniu doktoratu opublikował artykuł zatytułowany: O dopuszczalnym zakrzywieniu wszechświata. Zamieścił tam propozycje możliwej geometrii wszechświata i zasugerował kilka przypuszczalnych rodzajów zakrzywienia. Potem w 1914 roku próbował zaobserwować grawitacyjne przesunięcie ku czerwieni, przewidywane przez Einsteina w jego pracy z roku 1911, jednak bez powodzenia.
Jako naukowiec mógł uniknąć służby wojskowej, rozpoczęła się jednak I wojna światowa. Został powołany do wojska i wysłany do jednostki artyleryjskiej, aby prowadził badania trajektorii pocisków dalekiego zasięgu. Podczas służby wojskowej nabawił się rzadko spotykanej choroby skórnej: pęcherzycy.
Pomimo złego stanu zdrowia i wojny pracował nad teorią Einsteina. W grudniu 1915 roku znalazł rozwiązania równań. W swoim pierwszym artykule opisał rozwiązanie „zewnętrzne” dla masy punktowej w pustej przestrzeni. Pozwalało to wyznaczyć zakrzywienie przestrzeni w pobliżu masy punktowej. Nadal jest to jedno z najważniejszych – a przez wiele lat jedyne znane – rozwiązań wynikających z teorii Einsteina. Schwarzschild wyniki swojej pracy przesłał do Einsteina do Berlina. 9 stycznia 1916 roku Einstein odpowiedział:

Przeczytałem Pana artykuł z ogromnym zainteresowaniem. Nie sądziłem, że można otrzymać dokładne rozwiązanie tego problemu w tak prosty sposób.

Kilka dni później Einstein przedstawił to rozwiązanie Pruskiej Akademii.
Schwarzschild jednak na tym nie skończył. W pierwszym artykule przedstawił rozwiązanie przestrzeni wokół cząstki punktowej. Następnie przystąpił do rozważań nad ciałem kulistym i wyznaczył zakrzywienie w punkcie położonym wewnątrz ciała, znane jako rozwiązanie „wewnętrzne”. To rozwiązanie ma zastosowanie na przykład do wnętrza gwiazdy. W lutym 1916 roku przesłał Einsteinowi drugie rozwiązanie.
Próbował nadal pracować nad tą teorią, lecz stan jego zdrowia pogorszył się i dwa miesiące później, 11 maja 1916 roku, Schwarzschild zmarł.
Rozwiązanie Schwarzschilda było niezwykłe i pod wieloma względami kłopotliwe. Trudność stanowiła tak zwana osobliwość, to znaczy obszar, w którym teoria przestaje mieć zastosowanie – inaczej mówiąc, jest to takie miejsce, w którym rozwiązanie dąży do nieskończoności. Wiele teorii posiada takie punkty osobliwe, zwykle jednak dotyczą one jakiegoś punktu początkowego. Na przykład w polu elektrycznym osobliwość występuje w pobliżu ładunku punktowego. W punkcie początkowym, czyli w miejscu, w którym znajduje się ładunek punktowy, natężenie pola elektrycznego zmierza do nieskończoności. Podobna sytuacja ma miejsce w newtonowskiej teorii grawitacji. Można więc było spodziewać się czegoś podobnego i w teorii Einsteina.

## Wkład naukowy Schwarzschilda
Schwarzschild wykazał, że w teorii Einsteina osobliwość powstaje w miejscu, w którym znajduje się masa punktowa, a jej wpływ rozciąga się dalej, na obszar o niewielkim promieniu, którego wielkość zależy od rozpatrywanej masy punktowej. Opatrzył swe rozwiązanie komentarzem, lecz nie spróbował go wyjaśniać. W drugim artykule, w którym podał rozwiązanie wewnętrzne, obliczył promień, w którym ów obszar w przypadku Słońca się zaczyna, otrzymując wartość 3 kilometrów. Promień ten obecnie nazywa się promieniem grawitacyjnym lub promieniem Schwarzschilda.
Ta osobliwość oczywiście niepokoiła Schwarzschilda, ponieważ oznaczała, iż wewnątrz obszaru o promieniu grawitacyjnym nie można było uzyskać prawidłowego rozwiązania. Obszar wewnątrz tego promienia wydawał się całkowicie odcięty od zewnętrznego świata. Schwarzschild wykazał, że statyczna kula o równomiernej gęstości nie dozna skurczenia, które mogłoby spowodować jej zapadnięcie się do tego obszaru, ponieważ ciśnienie w jej wnętrzu wzrosłoby do nieskończoności przed osiągnięciem wielkości równej promieniowi grawitacyjnemu. Wydawało się więc, że obszar wewnątrz promienia grawitacyjnego był nieosiągalny i można go ignorować. W dalszym ciągu jednak było to zagadkowe. Dlaczego w środku zakrzywionej przestrzeni miałaby istnieć jakaś „dziura”?
Bardziej wnikliwe spojrzenie na tę „dziurę” zawdzięczamy 30-letniemu holenderskiemu studentowi Johannesowi Droste, który pracował nad doktoratem pod kierunkiem Hendrika Lorentza. Droste niezależnie od Schwarzschilda otrzymał to samo rozwiązanie zewnętrzne. Poszedł jednak dalej i badał trajektorie cząstek i promieni świetlnych w przestrzeni wokół centralnie umieszczonej masy. Zauważył, że promienie świetlne w silnie zakrzywionej przestrzeni ulegałyby bardzo znacznemu odchyleniu, a w odległości równej 1,5 promienia grawitacyjnego (promień dziury) biegłyby po kołowych orbitach. Interesująca była także rozbieżność między perspektywą obserwatora zewnętrznego a obserwatora przekraczającego powierzchnię znaną teraz jako horyzont zdarzeń.